# العلاقات الباهاماسية الكوبية
العلاقات الباهاماسية الكوبية هي العلاقات الثنائية التي تجمع بين باهاماس وكوبا.

## مقارنة بين البلدين
هذه مقارنة عامة ومرجعية للدولتين:
| وجه المقارنة                                              | باهاماس      | كوبا                              |
| --------------------------------------------------------- | ------------ | --------------------------------- |
| المساحة (كم2)                                             | 13.88 ألف    | 109.88 ألف                        |
| عدد السكان (نسمة)                                         | 395.36 ألف   | 11.48 مليون                       |
| الكثافة السكانية (ن./كم²)                                 | 28.48        | 104.48                            |
| العاصمة                                                   | ناساو        | هافانا                            |
| اللغة الرسمية                                             | لغة إنجليزية | اللغة الإسبانية                   |
| العملة                                                    | دولار بهامي  | بيزو كوبي، بيزو كوبي قابل للتحويل |
| الناتج المحلي الإجمالي (بليون دولار)                      | 12.16 مليار  | 87.13 مليار                       |
| الناتج المحلي الإجمالي (تعادل القوة الشرائية) بليون دولار | 8.92 مليار   |                                   |
| الناتج المحلي الإجمالي الاسمي للفرد دولار أمريكي          | 22.82 ألف    |                                   |
| الناتج المحلي الإجمالي للفرد دولار أمريكي                 |              |                                   |
| مؤشر التنمية البشرية                                      | 0.790        | 0.769                             |
| رمز المكالمات الدولي                                      | +1242        | +53                               |
| رمز الإنترنت                                              | .bs          | .cu                               |
| المنطقة الزمنية                                           | 00           | 00                                |

## منظمات دولية مشتركة
يشترك البلدان في عضوية مجموعة من المنظمات الدولية، منها:
| علم المنظمة | اسم المنظمة                                                          | تاريخ انضمام باهاماس | تاريخ انضمام كوبا |
| ----------- | -------------------------------------------------------------------- | -------------------- | ----------------- |
|             | يونسكو                                                               | 23 أبريل 1981        | 29 أغسطس 1947     |
|             | منظمة حظر الأسلحة الكيميائية                                         | ?                    | ?                 |
|             | وكالة حظر الأسلحة النووية في أمريكا اللاتينية ومنطقة البحر الكاريبي ‏ | ?                    | ?                 |
|             | الاتحاد البريدي العالمي                                              | ?                    | ?                 |
|             | منظمة الشرطة الجنائية الدولية                                        | ?                    | ?                 |
|             | الأمم المتحدة                                                        | 18 سبتمبر 1973       | 24 أكتوبر 1945    |
|             | الاتحاد الدولي للاتصالات                                             | 19 أغسطس 1974        | 16 يناير 1918     |
|             | مجموعة دول أفريقيا والكاريبي والمحيط الهادئ                          | ?                    | ?                 |
|             | تحالف الدول الجزرية الصغيرة                                          | ?                    | ?                 |

## وصلات خارجية
- موقع وزارة الخارجية الكوبية